# 海王星探査
海王星探査の項目においては、海王星の探査の歴史について述べる。現在まで海王星を探査した探査機は1989年8月25日に海王星に接近したボイジャー2号のみである。NASAはネプチューン・オービターの計画を議論していたが、まだそれ以外に大規模な計画は構想されていない。海王星は天王星型惑星であり、固体の表面を持たないと考えられているため、海王星面への着陸機あるいはローバーなどの計画も存在していない。

## ボイジャー2号
ボイジャー2号は現在まで、唯一の海王星に接近した探査機であり、海王星の北極上空わずか約4,800km(3,000マイル)の距離を通過した。ボイジャーは大気、環、磁気圏、衛星についてのさまざまな情報を得た。また、大暗斑やトリトンでの噴火などが発見された。

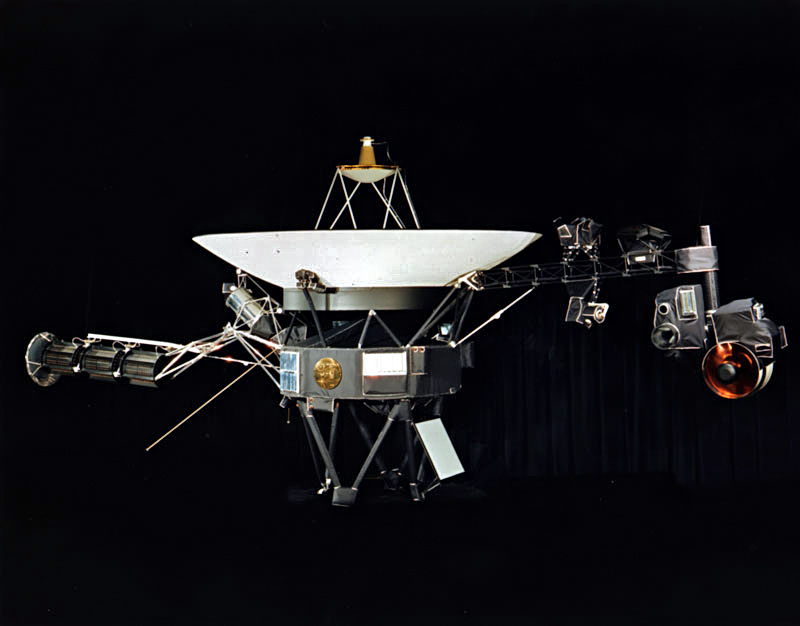
ボイジャー2号

ボイジャー2号は海王星が木星の3%しか太陽光を受けていないにもかかわらず、海王星の大気が活動的であることを明らかにした。また、木星の大赤斑に似た大暗斑や小暗斑を発見した。しかしながら、1994年にハッブル宇宙望遠鏡で撮影された画像から大暗斑は消えたことが明らかになった。また、このとき海王星の大気にはD2と呼ばれる高輝度のアーモンド形の場所があり、これは雲頂面より高く、かなり早く動く雲であることがわかり、ザ・スクーターと名づけられた。
環に関しては4層のリングと部分的な環の証拠を見つけた。惑星電波天文装置は海王星の1日が16時間7分であることを突き止めた。また地球と同じようにオーロラも観測されたが、はるかに複雑なものであった。
6つの衛星を発見したが、そのうち詳細な画像を取れたのはプロテウス、ネレイド、トリトンの3つである。プロテウスは楕円形であることが分かり、このような大きさでも球形に丸まらず楕円形になることが分かった。プロテウスはすすのようにくらい色であった。

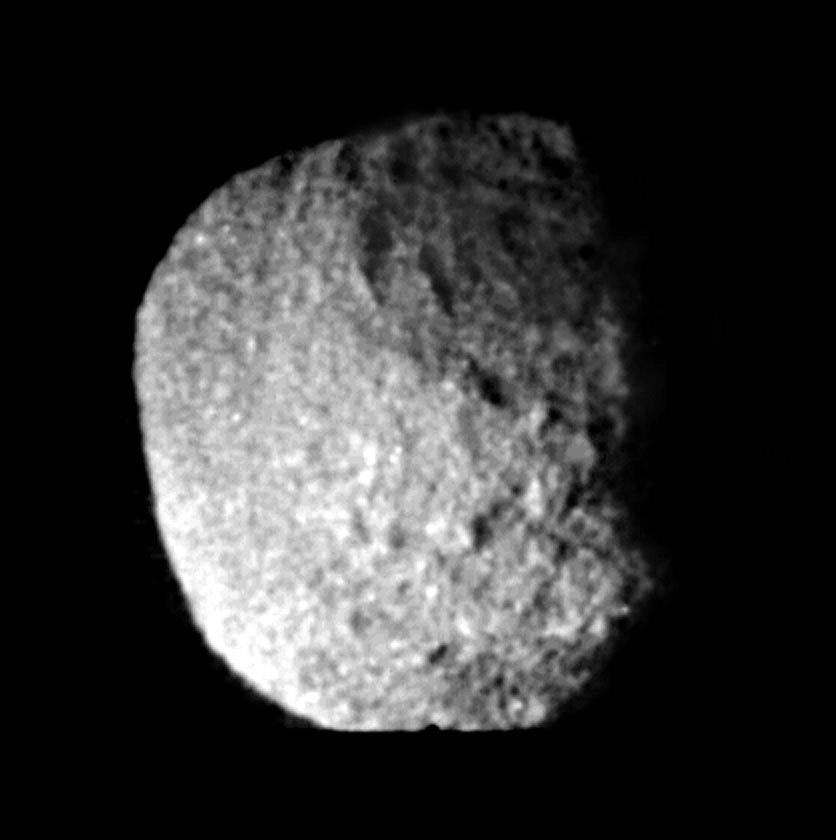
ボイジャー2号の撮影したプロテウス

ネレイドは1949年に見つけられたが、知られている情報は少なかった。トリトンからはおおよそ40,000km(25,000マイル)離れた位置を航行し、これがボイジャー2号が近づいて探査した最後の太陽系の天体になった。トリトンでは顕著な間欠泉活動と極冠、とても薄い大気や雲などが発見されている。

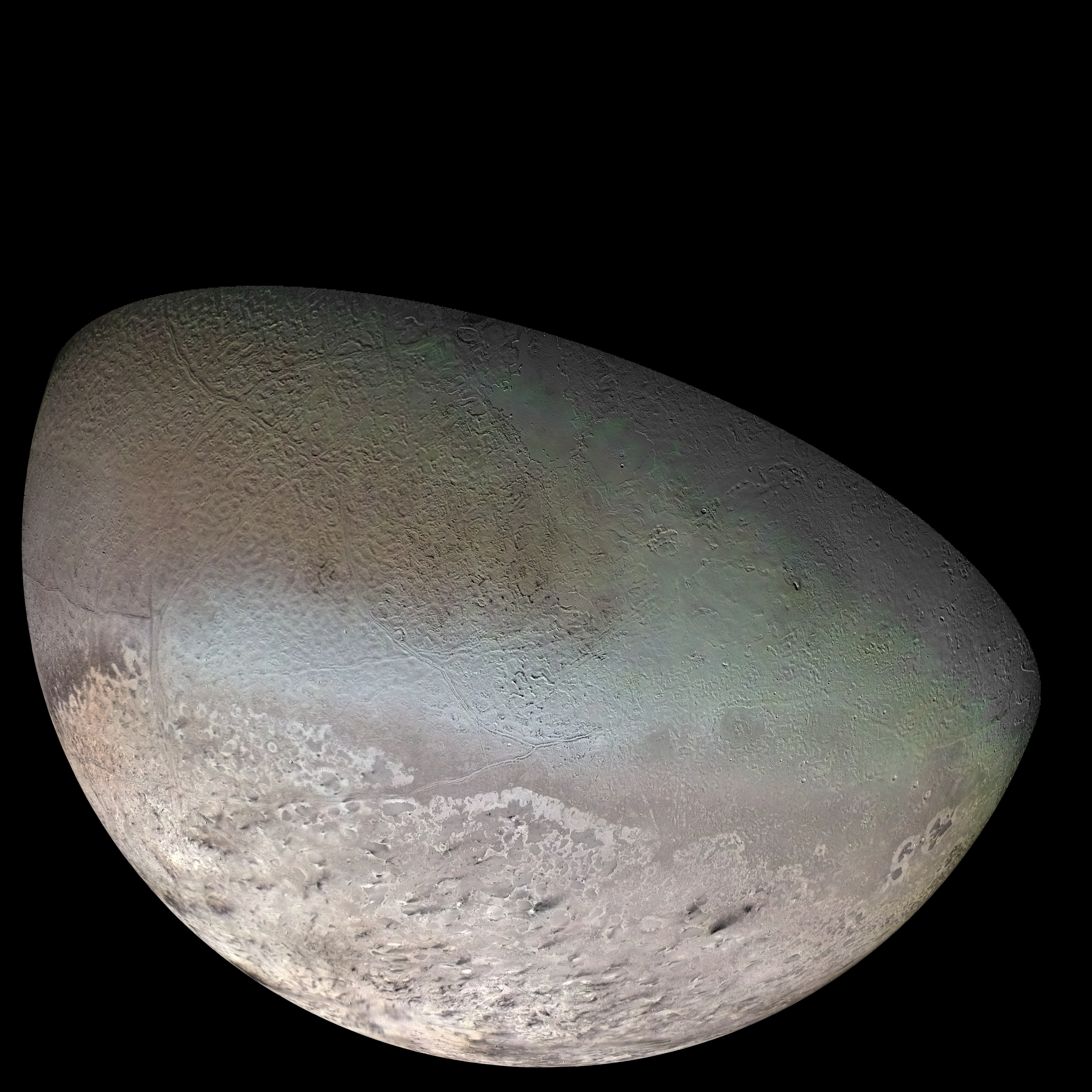
ボイジャー2号の撮影したトリトン

## 未来の計画
アメリカ航空宇宙局はカッシーニのようなミッションの可能性について調査しているが、予算やその他の制約から任務の成功にはまだ遠いとされる。
未来のミッションは、原子力電池とボイジャーに類する機構を持った探査機で行われると考えられているが、技術の進歩からカメラや記憶容量はより良いものが使われる。また、軌道周回を行うのであればより強い誤差修正が必要とされる。